# Симкин (Воронежская область)
Симкин — посёлок в Грибановском районе Воронежской области.
Входит в состав Алексеевского сельского поселения.